# Lagos Open 1986
Il Lagos Open 1986 è stato un torneo di tennis facente parte della categoria ATP Challenger Series nell'ambito dell'ATP Challenger Series 1986. Il torneo si è giocato a Lagos in Nigeria dal 24 febbraio al 2 marzo 1986 su campi in cemento.

## Vincitori

### Singolare
Nduka Odizor ha battuto in finale  Marcel Freeman con il punteggio di 6–2, 6–3

### Doppio
Leo Palin /  Olli Rahnasto hanno battuto in finale  Lloyd Bourne /  Brett Dickinson con il punteggio di 4–6, 7–6, 6–4